# Nyctunguis glendorus
Nyctunguis glendorus är en mångfotingart som beskrevs av Chamberlin 1946. Nyctunguis glendorus ingår i släktet Nyctunguis och familjen småjordkrypare. Inga underarter finns listade i Catalogue of Life.